# ماكس فليشر
ماكس فليشر (بالإنجليزية: Max Fleischer) (و. 1883 – 1972 م) هو كاتب سيناريو، ومنتج أفلام، ومخرج أفلام، ورسام رسوم متحركة، ومخترِع من الولايات المتحدة، وبولندا، ولد في كراكوف، توفي عن عمر يناهز 89 عاماً، بسبب مرض قلبي وعائي.

## جوائز وترشيحات
حصل على جوائز منها:
جوائز
- جائزة وينسر مكاي (1972)

ترشيحات
- جائزة الأوسكار لأفضل فيلم رسوم متحركة قصير، عن عمل: باباي البحار يلتقي بسندباد البحري

ترشح لـ:
- جائزة الأوسكار لأفضل فيلم رسوم متحركة قصير، عن عمل: باباي البحار يلتقي بسندباد البحري.

## وصلات خارجية
- ماكس فليشر على موقع IMDb (الإنجليزية)
- ماكس فليشر على موقع الموسوعة البريطانية (الإنجليزية)
- ماكس فليشر على موقع الموسوعة البريطانية (الإنجليزية)
- ماكس فليشر على موقع ألو سيني (الفرنسية)
- ماكس فليشر على موقع أول موفي (الإنجليزية)
- ماكس فليشر على موقع قاعدة بيانات الأفلام السويدية (السويدية)
- ماكس فليشر على موقع ديسكوغز (الإنجليزية)
- ماكس فليشر على موقع قاعدة بيانات الفيلم (الإنجليزية)
- ماكس فليشر على موقع كينوبويسك (الروسية)